# ALL TIME BEST ALBUM
『ALL TIME BEST ALBUM』（オール・タイム・ベスト・アルバム）は、矢沢永吉のベスト・アルバム。2013年5月15日発売。

## 解説
1972年に、キャロルのメンバーとしてデビューしてから40周年を迎えた矢沢のキャリアの中で、CBS・ソニーと、ワーナー・パイオニア以降の音源が初めて一つのアルバムに収録されたオールタイム・ベスト・アルバムで、全曲リマスタリングが施されている。

## リリース
2013年5月15日にGARURU RECORDSから、DVDが付属している初回限定盤と通常盤の2形態で発売された。

## チャート成績
本作はオリコン週間アルバムランキング1位を獲得、以下の記録を樹立・更新。
- オリコンアルバムランキング最年長首位（63歳8か月[注釈 1]）[4]。
- 日本人アーティスト歴代最長の首位獲得インターバル記録（18年10か月ぶり、『the Name Is…』以来）。
- ソロ歌手史上初、インディーズレーベルによるオリコン・アルバム・ランキング首位を獲得[4]。
- 矢沢が保持していたアルバムランキングベスト10入り最多記録が51作に更新。

## 収録曲
全作曲：矢沢永吉（特記以外）

### Disc.1
1. チャイナタウン
作詞：山川啓介
1998年発売セルフカバーアルバム『SUBWAY EXPRESS』収録バージョン
2. ウイスキー・コーク
作詞：相沢行夫
3. YES MY LOVE
作詞：ちあき哲也
4. アリよさらば
作詞：秋元康
5. アイ・ラヴ・ユー, OK
作詞：相沢行夫
6. 黒く塗りつぶせ
作詞：西岡恭蔵
1998年発売セルフカバーアルバム『SUBWAY EXPRESS』収録バージョン
7. ROCKIN' MY HEART
作詞・作曲：John McFee
1984年発売ベスト・アルバム『THE BORDER』収録バージョン
8. 東京
作詞：松井五郎
9. バイ・バイ・サンキュー・ガール
作詞：木原敏雄
10. スタイナー(Introduction)〜逃亡者
作詞：西岡恭蔵、作曲：Mitchell Froom〜矢沢永吉
11. YOU
作詞：ちあき哲也
12. あの夜…
作詞：ちあき哲也
13. 雨のハイウェイ
作詞：相沢行夫

### Disc.2
1. 棕櫚の影に
作詞：西岡恭蔵
2. 苦い雨
作詞：西岡恭蔵
3. もうひとりの俺
作詞：青山一
4. ROCK ME TONIGHT
作詞：ちあき哲也
5. 心花(ときめき)よ
作詞：大津あきら
6. 長い黒髪
作詞：松本隆
7. Loser
作詞：高橋研
8. Risky Love
作詞：大津あきら
9. 時間よ止まれ
作詞：山川啓介
2002年発のセルフカバーアルバム『SUBWAY EXPRESS 2』収録バージョン
10. ロックンロールドラッグ
作詞：加藤ひさし
11. レイニー・ウェイ
作詞：相沢行夫
12. 親友
作詞：山川啓介
13. ラスト・シーン
作詞：大津あきら
14. SOMEBODY'S NIGHT
作詞：売野雅勇

### Disc.3
1. 共犯者
作詞：大津あきら
2. コバルトの空
作詞：せきけんじ
3. HEY YOU…
作詞：Ginger
4. IT'S UP TO YOU!
作詞：馬渕太成
5. Still
作詞：高橋研
2006年発売リミックス・ベスト・アルバム『YOUR SONGS 2』収録バージョン
6. ONLY ONE
作詞：加藤ひさし
2011年発売リミックス・アルバム『ONLY ONE 〜touch up〜』収録バージョン
7. 背中ごしのI LOVE YOU
作詞：高橋研
8. サブウェイ特急
作詞：松本隆
9. バーボン人生
作詞：西岡恭蔵
10. A DAY
作詞：西岡恭蔵
11. サイコーなRock You!
作詞：小鹿涼
12. 居場所
作詞：加藤ひさし
2011年発売リミックス・アルバム『ONLY ONE 〜touch up〜』収録バージョン
13. 鎖を引きちぎれ
作詞：山川啓介
14. PURE GOLD
作詞：売野雅勇

### Disc.4（初回限定盤同梱DVD）
1. 共犯者
2. SOMEBODY'S NIGHT
3. もうひとりの俺
4. Still
5. チャイナタウン
6. 背中ごしのI LOVE YOU
7. 鎖を引きちぎれ
2002年発売セルフカバー・アルバム『SUBWAY EXPRESS 2』収録バージョン（初DVD化）
8. ONLY ONE
9. サイコーなRock You!
10. IT'S UP TO YOU!
11. 60秒 SPOT
12. 30秒 SPOT